# Ментана
Ментана (італ. Mentana, вен. Mentana) — муніципалітет в Італії, у регіоні Лаціо,  метрополійне місто Рим-Столиця.
Ментана розташована на відстані близько 20 км на північний схід від Рима.
Населення — 22 764 особи (2014).

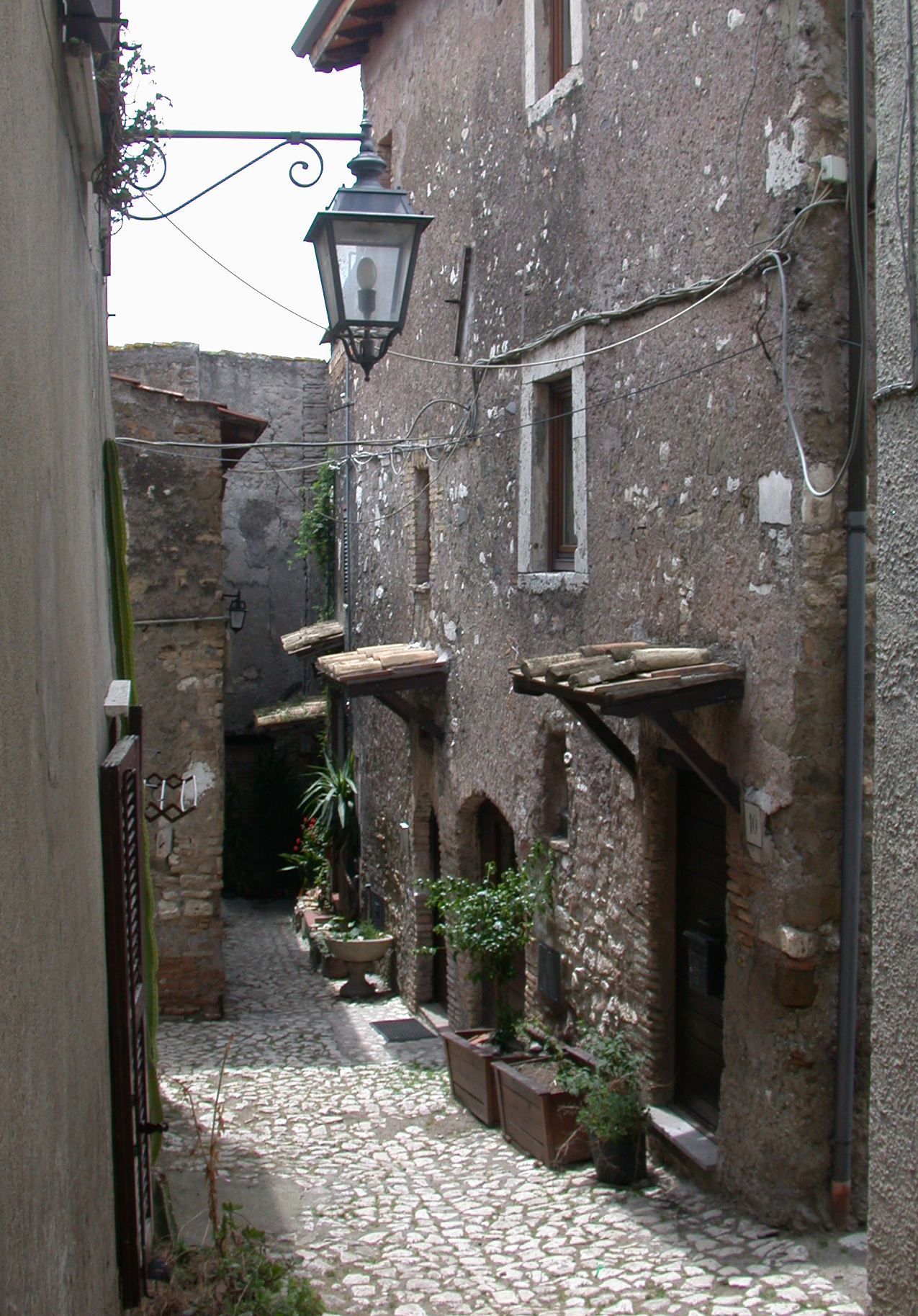

Щорічний фестиваль відбувається 6 грудня. Покровитель — святий Миколай da Bari.

## Демографія
Населення за роками:

Станом на 1 січня 2023 року в муніципалітеті офіційно проживали 3274 іноземці з 88 країн, серед них 1665 громадян країн Євросоюзу та 69 громадян України.

## Сусідні муніципалітети
- Фонте-Нуова
- Монтеротондо
- Паломбара-Сабіна
- Рим
- Сант'Анджело-Романо